# イルデフォンソ・セルダ

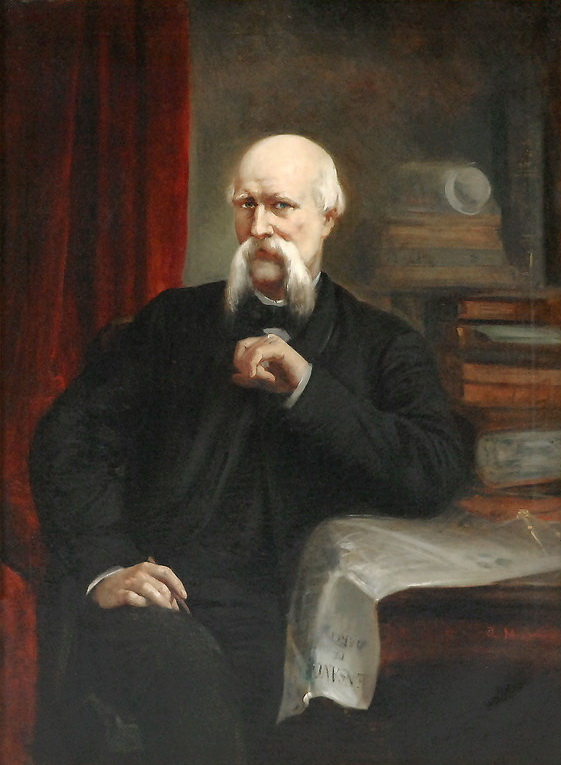
イルデフォンソ・セルダ

イルデフォンス・サルダー・イ・スニェーまたはイルデフォンソ・セルダー（カタルーニャ語:Ildefons Cerdà i Sunyer、スペイン語:Ildefonso Cerdá Suñer、1815年12月23日 - 1876年8月21日）は、スペイン・カタルーニャの都市計画家。土木技術者。政治家。19世紀、大都市バルセロナの整備拡張計画を立案。その理論的根拠を示した都市計画原論から、南欧で使用される都市計画という用語の語源「ウルバニズム」という言葉とその概念を初めて提唱した。

## 来歴
オソナ地方の山岳地帯にあるサンテーリャスで、裕福な地主の4人兄弟の3男として生まれる。父親はリベラルな人物だったとされ、内政の政治的不安状況にあわせ、居住していた村から中心のビックに時々居住を変えていたとされる。本来は聖職者となるべくビックで教育され、神学校の寄宿生となる。1830年には哲学の学業を修了するが、神学校は家族の反対を押し切り中退。1831年、バルセロナの実業学校に転校し、おもに数学と建築を学ぶかたわら、翌年からは海洋学や図学も専攻する。しかし2年後には卒業を待たず、マドリードの土木技術学枚に移籍する。技術学校卒業後、技術者としての実務をかさね、1841年にはエンジニアの称号を得、スペイン政府省庁の公共事業セクションに技師として採用されてから1849年まで勤める。この間は主に道路と鉄道の敷設計画に関わっている。この時代にマドリッドの中央政府内に形成された人脈は、後のエンサンチェの計画認可をめぐって、後に大きな役割を果たすこととなったといわれている。事実エンサンチェの計画策定、認可、計画実施の段階で、それぞれバルセロナ市の要職を歴任し、政治の世界とも深くかかわることとなった。
兄二人は自分より先に夭折していたため、1848年にイルデフォンソが家督を相続している。このときの遺産はすべてその後の都市研究につぎ込んだとされる。
1851年には国会議員に転身、その後はバルセロナに戻り、1854年から2年間はバルセロナ市の市会議員に任命される。
1854年、政権を奪取した当時のスペイン中央政府の国民軍指令長官に就任、サパテロ将軍派工兵隊の指揮を執るほか、労働運動解決に際しては中央政府調停委員として解決に尽力。1856年のオドンネル将軍派のクーデターと労働争議が勃発した際には、軍指揮官として最前列で対置。
サパテロ軍指揮官として最前列で対置した経験は、彼の理論に影響を与えることとなった。
ただしバルセロナ市当局が争議の早期鎮圧を求めた見解に対して対立、サパテロ将軍に対抗した保守派のオドネル将軍の軍事クーデターに抗する大規模なマニフェステーションで、オドネル軍による戒厳令下、オドネル軍派、サパテロ軍派、バルセロナ市政府、労働者とそれぞれ対峙する諸勢力のなかでの行動は、セルダのその後の政治的立場を決定することとなった。
この時の政治的選択は、1859年のエンサンチェの計画を公募したコンクールでの採用に少なからずの影響をもたらしたとされている。セルダはまたオドネル将軍にも責任追及され、その後司令官任務は解任されている。
一方で、1856年から開始されたサン・ファン・デ・ラス・アバデサス鉱山までのバルセロナ・グラノリェース鉄道延長計画路線設計に技術者として関わる。1856年2月に始まったこの鉄道延長計画においても、線路のカーブについて、経済的コスト計算を踏まえて最適技術を割り出したことが、都市交通手段としてその後重要性をもつであろう路線を念頭に置き、道路幅を計算するのに役立ったという。
そして、鉄道技師時代の労働者層との経験知見から自ら資料データを収集して科学的な経済社会調査を実施し、労働者のおかれていた劣悪な都市状況を解明した報告書『バルセロナ労働者階層についての統計モノグラフィー』を刊行した。
セルダのエンサンチェの計画は、机上の空論ではなく、労働者階層が置かれていた状況を科学的に実証する資料を自ら収集し、それを基礎に構築されたものであり、今日彼の理論が高く評価される所以でもあり、これだけの統計的な社会調査は他に例をみないが、データの収集に役立ったのは、ひとつには、1854年の労働運動の解決に目処の立たないことから、マドリッドの中央政府に調停を委ねることになり、バルセロナ市から調停委員の1人に任命され、その折、労働者代表として同様にマドリッドに出ていた幹部ナルシス・ムントリオルとの間にできた人的関係があると指摘されている。さらに、鉄道敷設計画に関わって得た労働者階層との経験も大いに寄与したとされている。

### バルセロナ整備拡張計画

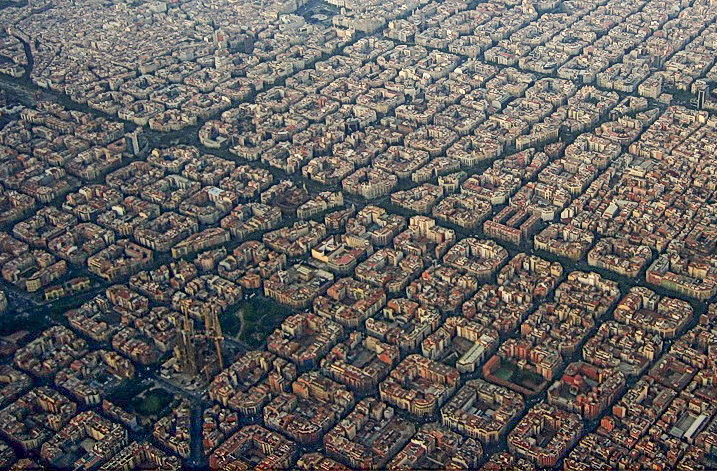
イルデフォンソ・セルダの「大拡張計画」によるバルセロナ新市街。この計画では133.4m四方の正方形を一区画として、碁盤の目のように南北に道路を整然と敷くものである。

この間にバルセロナ市域を取り囲む囲壁に関して撤去の決定が下される。撤去後の都市の整備拡張計画を政府公共事業者は、セルダに都市整備拡張計画の基礎調査用地勢図の作成を委託され、1855年に完成。これを機に自らの都市計画論とそれに基づいたバルセロナ整備拡張計画の作成にも取り組む。エンサンチェの計画策定は、1854年にその準備のための研究に着手するための任にバルセロナ市当局から命じられたのがその端緒であった。
1857年にはオスマンの改造計画中のパリ（オペラ通りやエトワール広場など並木道とモニュメントを配した広場からなるバロック的な都市計画）を訪問。翌年まで滞在し、その知見もとに自身の計画に反映する。パリは1858年3月まで滞在し、この間、パリの都市計画、オスマンの計画について研究し、何人かの専門家とも交渉を持ち、オスマンのパリ改造計画の実態調査は、その問題点の把握とともにセルダの理論にも影響を与えた。
この一連の動きに対して、バルセロナ市当局は1858年に整備拡張計画の公開設計競技を主催し、当局の技術者で建築家のアントニ・ロヴィラ・イ・トリアス(1816-89)の入選案（バルセロナと数10キロ離れた集落とを結ぶ軸線を引き、その沿道の一等地に立派な建物が建ち並ぶ大通りが何本のできるというバロック的な都市案）をもってバルセロナの整備拡張にそなえようとするが、中央政府は最終的にセルダが委託報告とともに提示した計画案「エンサンチェプロジェクト並びにバルセロナ開発」（形も大きさも同じ方形街区を果てしなくどこまでも並べたもの）に従って整備拡張を行うとの決定を下し、1860年、王勅令で認可される。決定には当時のバルセロナ県知事F・フランケットと姻戚でもありまたマドリッド時代に築いた人脈等などが作用したとの指摘がある。
その後1865年まで、バルセロナ県政府の区画整理および道路建設の技術顧問を務める傍ら、民間でのエンサンチェプロジェクト振興団体の役員に就任、また1863年から3年間は再び市議会議員となっている。さらに、計画案の実現にむけて新設広場の命名（プラーザ・デ・ウニベルシダー）、街路交点道標設置、中央政府との交渉折半に赴くなど、様々な活動を展開する。計画の焦点はセルダ自身による用地買収の試みと計画を担保する法律制定の件であったが、土地所有者らの抵抗によって実現の過程で変質を余儀なくされる。市街壁撤去の際土地は競売にかけられて多くの地主を発生させ、1864年制定のエンサンチェ法の収容土地の補償規定により土地取得が難航、改良修正案を作成する。最終的にセルダの計画は、バルセロナの新市街の街路形態にその痕跡をとどめただけとなる。現在四方から囲まれているグリッド状拡張街区エンサンチェスがセルダの計画で実現したものと思われているが、セルダが実際に立案した案はもう少し有機的で単調なグリッドではなく、オープンスペースなども多数取り入れたものであった。このエンサンチェスは富裕層や産業・不動産資本による建築への投資で次第に立派な街区景観が飾られていくことにはなる。
1865年、セルダはそのエンサンチェスに自ら転居し、1867年、都市計画の理論書「Urbanizasion」を刊行し、ウルバニズムの概念を発表する。

### 晩年
一時政治活動から撤退していたが、1868年の再革命を機に活動を再開。しかし業務の経済事情が逼迫しバルセロナの業務では生活が維持できなくなる状況に追い込まれる。このため1875年には報酬を求めマドリードに転居し、首都マドリード新拡張計画を立案するがこの計画案はまったく日の目をみず、また肝心の政治方面も支持体制が長く続かず、このときに政治生命が絶たれている。
晩年はカンタブリア地方の村でひっそりと暮らしていたという。

### 文献
セルダ自身が残した研究成果はかなりの量に達する。
印刷物となっているのは、1868年に刊行された『都市計画に関する一般理論』の2巻本がある。第1巻が理論編で、『バルセロナの労働者階層に関する統計的モノグラフィー』が第2巻として印刷されている。
セルダに関する体系的な研究が本格的に始まるのは1970年代になってからで、ファビアン・エスタペ(Fabian Estape)の著書『イルデフォンソセルダの生涯と業績』(La vida y obra de Ildefonso Cerda,1971)の大部の研究は、上記の印刷されたセルダ著の2巻本の第3巻として刊行されたものをもとにしている。
その後の体系的な研究として注目される書に、ソリア・イ・プイグ（Arturo Soria y Puig）『イルデフォンソセルダ:都市化の一般理論に向けて』( Hacia una teoria general de la urbanizacion: Introduccion a la obra teorica de Ildefonso Cerda,1979)および『セルダ:都市化の一般理論に関する5つの基礎』(Cerda: the five bases of the general theory of urbanization,1996)があげられる。前著は包括的な研究成果の記述であるのに対して、後著はセルダの残した原史料を丹念に、具体的に引用しつつセルダ理論を体系的に跡付けたものである。
この他、1994年から1995年にかけてバルセロナ市で開催された「エクスポジションセルダ」を機に刊行された『セルダ都市と領域:未来に向けて』や地理学の分野でG.ラモン（G.Ramon）が、セルダの思想を思想史的に位置づける論文を1970年代から発表している。